# Oedicephalus gracilicornis
Oedicephalus gracilicornis là một loài tò vò trong họ Ichneumonidae.